# 1481 Tübingia
Az 1481 Tübingia (ideiglenes jelöléssel 1938 DR) a Naprendszer kisbolygóövében található aszteroida. Karl Wilhelm Reinmuth fedezte fel 1938. február 7-én, Heidelbergben.